# Sunset Hills
Sunset Hills est une ville américaine située dans le comté de Saint-Louis, dans l'État du Missouri.
Selon le recensement de 2010, Sunset Hills compte 8 496 habitants. La municipalité s'étend sur 9,14 milles carrés (23,67 km2), dont 9,10 milles carrés (23,57 km2) de terres.